# Halinów (plaats)
Halinów is een stad in het Poolse woiwodschap Mazovië, gelegen in de powiat Miński. De oppervlakte bedraagt 2,84 km², het inwonertal 3252 (2005).